# 宇文元
宇文元（？—581年），字乾仪。周武帝宇文邕的第七子，母亲郑姬。
宣政元年九月庚戌（578年11月1日），宇文元被封为荆王。581年，杨坚辅政，篡位建立隋朝。不久与其兄弟宇文允、宇文充、宇文兑等为隋文帝所害，国除。

## 资料来源
- 《周書》
- 《北史》

1. ↑  《周書·宣帝紀》：庚戌，封皇弟元為荊王。